# Championnat de Yougoslavie de football 1995-1996
Navigation
Saison précédente Saison suivante
La saison 1995-1996 du Championnat de Yougoslavie de football est la soixante-septième édition du championnat de première division en Yougoslavie. Les vingt meilleurs clubs du pays prennent part à la compétition qui se déroule en deux phases distinctes. Lors de la première, les équipes sont réparties en deux poules (1.A Liga et 1.B Liga) où chaque formation affronte deux fois ses adversaires, à domicile et à l'extérieur. À la fin de cette phase, les 4 derniers de Liga A et les 4 premiers de Liga B échangent leur place. La seconde phase se déroule de façon identique à la première. En fin de saison, pour permettre le passage du championnat de 20 à 12 équipes, seuls les 8 premiers de 1.A Liga et les quatre premiers de 1.B Liga se maintiennent, les huit autres clubs sont relégués en deuxième division.
C'est le club du FK Partizan Belgrade qui remporte la compétition, en terminant en tête du classement final, avec douze points d'avance sur le tenant du titre, le FK Étoile rouge de Belgrade et dix-sept sur le FK Vojvodina Novi Sad. C'est le 14e titre de champion de Yougoslavie de l'histoire du club, qui manque le doublé en s'inclinant en finale de la Coupe de Yougoslavie face à l'Étoile rouge.

## Les clubs participants
| - Partizan Belgrade - FK Napredak Krusevac - FK Étoile rouge de Belgrade - FK Radnicki Nis - Hajduk-Rodic MB Kula - FK Rad Belgrade - OFK Belgrade - FK Budućnost Podgorica - Proleter Zrenjanin - FK Radnički Jugopetrol Belgrade | - FK Becej - FK Vojvodina Novi Sad - FK Zemun - FK Čukarički - Promu de D2 - FK Borac Cacak - Obilic Belgrade - FK Mladost Lucani - Promu de D2 - FK Sloboda Užice - FK Loznica - FK Mladost Backi Jarak - Promu de D2 |

## Compétition
Le barème de points utilisé pour établir les différents classements est le suivant :
- Victoire : 3 points
- Match nul : 1 point
- Défaite : 0 point

### Première phase

#### 1.A Liga
| Rang | Équipe                              | Pts | J  | G  | N | P  | Bp | Bc | Diff |
| ---- | ----------------------------------- | --- | -- | -- | - | -- | -- | -- | ---- |
| 1    | FK Partizan Belgrade +18            | 46  | 18 | 14 | 4 | 0  | 52 | 9  | +43  |
| 2    | FK Étoile rouge de Belgrade (T) +16 | 43  | 18 | 14 | 1 | 3  | 49 | 16 | +33  |
| 3    | FK Vojvodina Novi Sad +13           | 37  | 18 | 11 | 4 | 3  | 34 | 14 | +20  |
| 4    | FK Radnicki Nis +9                  | 27  | 18 | 7  | 6 | 5  | 23 | 19 | +4   |
| 5    | FK Becej +8                         | 27  | 18 | 7  | 6 | 5  | 28 | 16 | +12  |
| 6    | Proleter Zrenjanin +6               | 21  | 18 | 6  | 3 | 9  | 19 | 31 | -12  |
| 7    | FK Zemun +7                         | 19  | 18 | 5  | 4 | 9  | 20 | 26 | -6   |
| 8    | OFK Belgrade +4                     | 11  | 18 | 2  | 5 | 11 | 20 | 56 | -36  |
| 9    | FK Napredak Kruševac +3             | 10  | 18 | 2  | 4 | 12 | 14 | 46 | -32  |
| 10   | FK Budućnost Podgorica +3           | 9   | 18 | 2  | 3 | 13 | 14 | 40 | -26  |

|  | Relégation en 1.B Liga |
|  | (T) : Tenant du titre  |

#### 1.B Liga
| Rang | Équipe                             | Pts | J  | G  | N | P  | Bp | Bc | Diff |
| ---- | ---------------------------------- | --- | -- | -- | - | -- | -- | -- | ---- |
| 1    | FK Čukarički (P) +11               | 38  | 18 | 10 | 8 | 0  | 34 | 6  | +28  |
| 2    | FK Rad Belgrade +8                 | 32  | 18 | 9  | 5 | 4  | 32 | 12 | +20  |
| 3    | FK Mladost Lucani (P) +6           | 29  | 18 | 8  | 5 | 5  | 26 | 20 | +6   |
| 4    | FK Sloboda Užice +5                | 27  | 18 | 8  | 3 | 7  | 18 | 23 | -5   |
| 5    | Hajduk-Rodic MB Kula +6            | 23  | 18 | 5  | 8 | 5  | 16 | 18 | -2   |
| 6    | FK Radnicki Jugopetrol Belgrade +7 | 22  | 18 | 6  | 4 | 8  | 29 | 32 | -3   |
| 7    | Obilic Belgrade +5                 | 22  | 18 | 6  | 4 | 8  | 28 | 34 | -6   |
| 8    | FK Mladost Backi Jarak (P) +4      | 20  | 18 | 5  | 5 | 8  | 22 | 36 | -14  |
| 9    | FK Borac Cacak +2                  | 16  | 18 | 4  | 4 | 10 | 15 | 25 | -10  |
| 10   | FK Loznica +2                      | 15  | 18 | 3  | 6 | 9  | 24 | 38 | -14  |

|  | Promotion en 1.A Liga            |
|  | (P) : Promu de deuxième division |

### Seconde phase
Le classement de la seconde phase est calculé en additionnant les points obtenus à l'issue de la seconde phase avec le bonus gagné à la fin de la première phase.

#### 1.A Liga
| Rang | Équipe                              | Pts | J  | G  | N | P  | Bp | Bc | Diff |
| ---- | ----------------------------------- | --- | -- | -- | - | -- | -- | -- | ---- |
| 1    | FK Partizan Belgrade                | 60  | 18 | 13 | 3 | 2  | 51 | 17 | +34  |
| 2    | FK Étoile rouge de Belgrade (T) (C) | 48  | 18 | 9  | 5 | 4  | 27 | 16 | +11  |
| 3    | FK Vojvodina Novi Sad               | 43  | 18 | 8  | 6 | 4  | 33 | 19 | +14  |
| 4    | FK Becej                            | 41  | 18 | 9  | 6 | 3  | 18 | 19 | -1   |
| 5    | FK Mladost Lucani (P)               | 32  | 18 | 8  | 2 | 8  | 24 | 27 | -3   |
| 6    | FK Čukarički (P)                    | 29  | 18 | 4  | 6 | 8  | 23 | 23 | 0    |
| 7    | FK Rad Belgrade                     | 28  | 18 | 5  | 5 | 8  | 21 | 23 | -2   |
| 8    | Proleter Zrenjanin                  | 27  | 18 | 6  | 3 | 9  | 24 | 28 | -4   |
| 9    | FK Radnicki Nis                     | 26  | 18 | 4  | 5 | 9  | 19 | 37 | -18  |
| 10   | FK Sloboda Užice                    | 14  | 18 | 2  | 3 | 13 | 10 | 41 | -31  |

|  | Qualification pour la Coupe des Coupes 1996-1997                                                  |
|  | Qualification pour la Coupe UEFA 1996-1997                                                        |
|  | Qualification pour la Coupe Intertoto 1996                                                        |
|  | Relégation en deuxième division                                                                   |
|  | (T) : Tenant du titre (C) : Vainqueur de la Coupe de Yougoslavie (P) : Promu de deuxième division |

#### 1.B Liga
| Rang | Équipe                          | Pts | J  | G  | N | P  | Bp | Bc | Diff |
| ---- | ------------------------------- | --- | -- | -- | - | -- | -- | -- | ---- |
| 1    | FK Zemun                        | 40  | 18 | 10 | 3 | 5  | 29 | 14 | +15  |
| 2    | FK Borac Cacak                  | 34  | 18 | 10 | 2 | 6  | 24 | 13 | +11  |
| 3    | Hajduk-Rodic MB Kula            | 34  | 18 | 8  | 4 | 6  | 20 | 20 | 0    |
| 4    | FK Budućnost Podgorica          | 32  | 18 | 8  | 5 | 5  | 15 | 14 | +1   |
| 5    | Obilic Belgrade                 | 31  | 18 | 8  | 2 | 8  | 20 | 18 | +2   |
| 6    | OFK Belgrade                    | 31  | 18 | 8  | 3 | 7  | 23 | 22 | +1   |
| 7    | FK Loznica                      | 27  | 18 | 7  | 4 | 7  | 23 | 22 | +1   |
| 8    | FK Mladost Backi Jarak (P)      | 27  | 18 | 7  | 2 | 9  | 18 | 25 | -7   |
| 9    | FK Napredak Krusevac            | 24  | 18 | 6  | 3 | 9  | 22 | 27 | -5   |
| 10   | FK Radnicki Jugopetrol Belgrade | 17  | 18 | 2  | 4 | 12 | 13 | 32 | -19  |

|  | Qualification pour la Coupe Intertoto 1996 |
|  | Maintien en première division              |
|  | Relégation en deuxième division            |
|  | Relégation en troisième division           |
|  | (P) : Promu de deuxième division           |

## Bilan de la saison
| Championnat de Yougoslavie de football 1995-1996                        | |
| Champion                                                                | FK Partizan Belgrade (14e titre) |
| Coupes et trophées                                                      | |
| Vainqueur de la Coupe de Yougoslavie 1995-1996                          | FK Étoile rouge de Belgrade |
| Qualifications continentales                                            | |
| Coupe des Coupes 1996-1997                                              | FK Étoile rouge de Belgrade |
| Coupe UEFA 1996-1997                                                    | FK Partizan Belgrade |
| Coupe UEFA 1996-1997                                                    | FK Becej |
| Coupe UEFA 1996-1997                                                    | FK Vojvodina Novi Sad |
| Coupe Intertoto 1996                                                    | FK Čukarički |
| Coupe Intertoto 1996                                                    | FK Zemun |
| Promotions et relégations                                               | |
| Promus en SuperLiga                                                     | Aucun (passage de 20 à 12 clubs) |
| Relégués en Championnat de Yougoslavie de football de deuxième division | FK Radnicki Nis FK Sloboda Uzice Obilic Belgrade OFK Belgrade FK Loznica FK Mladost Backi Jarak FK Napredak Krusevac FK Radnicki Jugopetrol Belgrade |